# Jacques-Alain Miller
Jacques-Alain Miller (Châteauroux, 14 de febrer de 1944) és un psicoanalista lacanià francès, fundador de l'Associació Mundial de Psicoanàlisi.
Va iniciar els seus estudis al costat de Jean-Paul Sartre, a qui va conèixer als 16 anys. Després va ingressar a l'Escola Normal Superior de París on, el 1964, va conèixer a Jacques Lacan. Va assistir als seminaris de Roland Barthes a l'École pratique des hautes études. Va ser deixeble de Louis Althusser, al costat de Jacques Rancière i Étienne Balibar. Impulsat per Althusser a estudiar l'obra completa de Lacan, va entaular després una relació estreta amb el psicoanalista i va contreure matrimoni amb la seva filla Judith.
Va ser director del departament de Psicoanàlisi de la Universitat de París VIII i president de l'École de la Cause freudienne, que va fundar el 1981 al costat de Jacques Lacan. Després de la mort d'aquest, s'ha dedicat principalment a l'estudi i a la difusió del seu pensament, editant els materials dels seus seminaris i brindant cursos i conferències en diferents parts del món.

## Obra publicada
- Lettres à l'opinion éclairée, París, Le Seuil, 2002
- Un début dans la vie, París, Le Promeneur, 2002
- Le Neveu de Lacan. Satire, París, Verdier, 2003
- Voulez-vous être évalué ? Entretien sur une machine d'imposture (amb Jean-Claude Milner), París, Grasset, 2004
- Vie de Lacan, París, Navarin, 2011